# 黑若斯達特斯

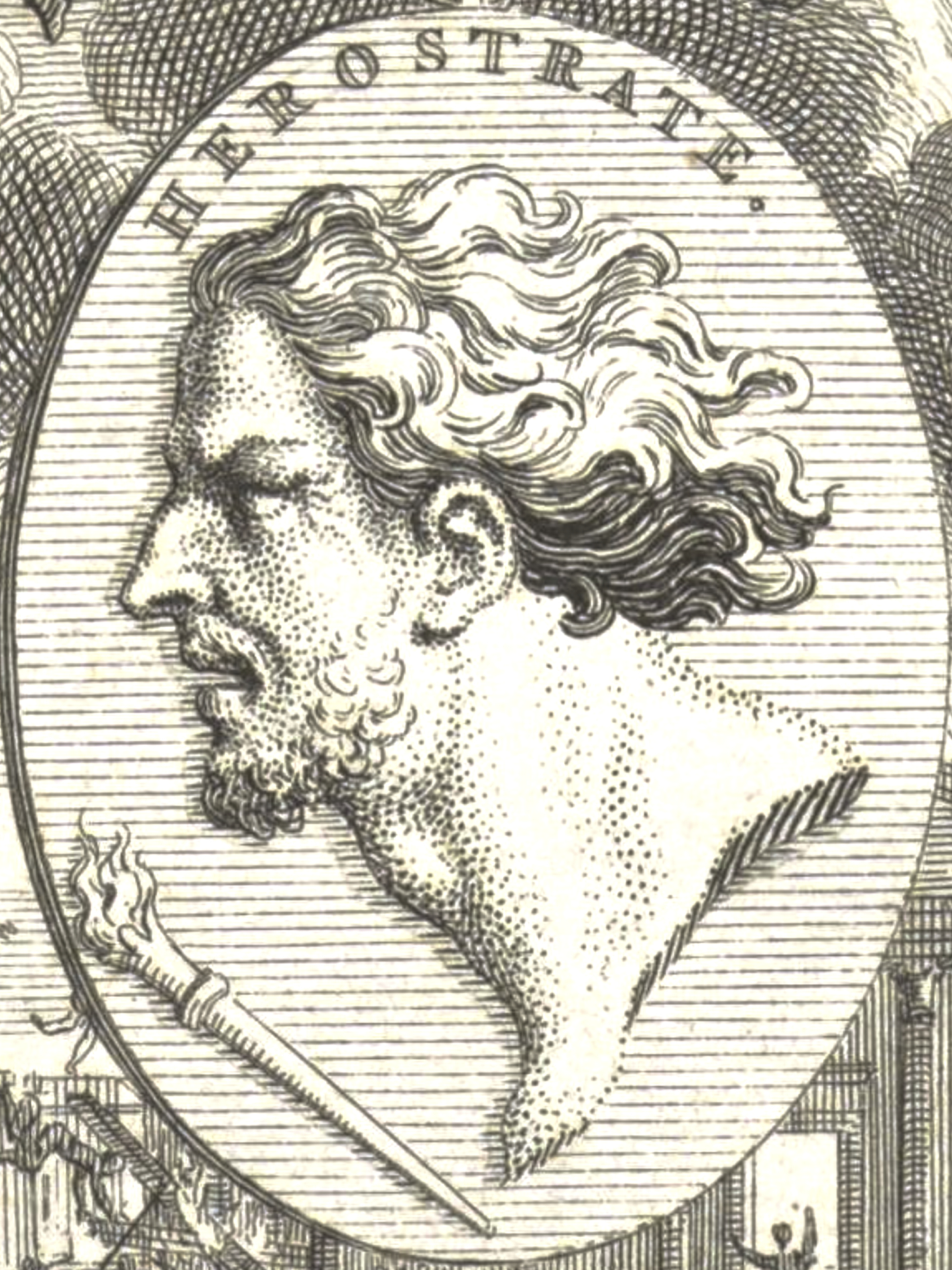
黑若斯达特斯

黑若斯达特斯，或譯赫羅斯特拉特（？—前356年），是一个古希腊的年轻人，为了成为一个历史名人，於前356年7月21日纵火烧毁了位于土耳其以弗所的世界七大奇跡之一的阿耳忒弥斯神殿。跟一般纵火犯逃避法律不同，黑若斯达特斯认罪了，并且称这样做是为了让自己的名字留在历史书上。为了阻止他的这种目的，以弗所当局不仅处死他，还明令禁止任何书籍记载任何关于他的事迹。但是这无法阻止他“让自己的名字留在历史书上”。他的这一“壮举”被史家泰奧彭波斯记录了下来，让这个年轻人的名字和神殿一起留在了历史上。不過雖然他被人們記住了，但至今談到這個名字時，通常是帶有負面意義的，在西方語言中，人們用他的名字描述那些不擇手段以出名的人，像是英語中的（意即「黑若斯達特斯式的名聲」）一詞就是一例。

## 文化中的黑若斯达特斯
黑若斯达特斯是欧洲古典文学中的一个特殊的典故，并且保留到今天，在今天的欧洲各国，这个名字有着特殊的象征意义：
- 德语中，黑若斯达特斯（Herostrat）代指那些热衷于追逐名声的人。
- 英语中，黑若斯达特斯名声（Herostratic fame）意指那些不择手段得来的名誉。
- 芬兰语中，黑若斯达特斯荣耀（herostraattinen kunnia）指那些因为不好的事情而得来的名声。

## 另見
- 欲蓋彌彰